# Jean Poupinot
 (juin 2008).
Si vous disposez d'ouvrages ou d'articles de référence ou si vous connaissez des sites web de qualité traitant du thème abordé ici, merci de compléter l'article en donnant les références utiles à sa vérifiabilité et en les liant à la section « Notes et références ».
Jean Poupinot (ou Yann Poupinot) est un cartographe français, membre de l'Institut celtique de Bretagne en 1941. Il crée avec Yann Fouéré et Ronan Goarant le mouvement pour l'organisation de la Bretagne en 1957.

## Source
- Sébastien Carney, Le mouvement breton au miroir de son historiographie, coll. « Annales de Bretagne et des Pays de l'Ouest », 2016 (lire en ligne).